# ТЕС Тіхама
19°5′51″ пн. ш. 41°9′22″ сх. д. / 19.09750° пн. ш. 41.15611° сх. д.
ТЕС Тіхама — теплова електростанція на південному заході Саудівської Аравії.
Віддалені від основних індустріальних центрів саудійські поселення традиційно забезпечували електроенергією за рахунок теплових електростанцій на нафтопродуктах, які працювали у ізольованому від енергосистеми країни режимі. До таких, зокрема, відноситься ТЕС Тіхама, що використовує встановлені на роботу у відкритому циклі газові турбіни:
- у 1986 році на майданчику станції стали до ладу чотири турбіни – дві потужністю по 24,5 МВт та дві з показниками по 48,9 МВт;
- в 1991-му ввели в дію одна турбіну з показником 68,2 МВт;
- в 1999-му ТЕС підсилили за рахунок двох турбін по 82 МВт;
- у 2003 та 2007 роках запустили по дві турбіни потужністю по 64 МВт;
- не пізніше 2014-го додали ще дві турбіни з показниками 61,2 МВт та 62,9 МВт.
Таким чином, загальна потужність майданчику досягнула 759 МВт.